# 矢ケ崎大橋
矢ケ崎大橋（やがさきおおはし）は、かつて長野県北佐久郡軽井沢町の矢ケ崎公園内に所在した木橋である。

## 歴史
1987年に建築基準法が改正され、大断面の集成材の使用が可能になった。矢ケ崎大橋は大規模木橋のモデルケースとして、長野県産のカラマツの集成材を材料として架橋された。矢ケ崎公園の池を跨いで架けられるが、冬季はスケートリンクとして使用されるため多径間にできない制約があり、細い部材を使うトラス橋も耐久性の点から不利であることからラーメン橋が採用された。主桁は15mの集成材を、ジョイント金物で継いでいる。池の中ほどの島に主脚を設置。薄い部材を張り合わせ、主脚と主桁を一体的に見せる曲線状のデザインとした。防腐処理として、キシラデコールが表面塗布された。1987年10月に完成。総工費は約1億円であった。全長約160m、幅3m、最大支間長51mあまりで、大規模な近代木橋の嚆矢となった。
長野新幹線・しなの鉄道の軽井沢駅から徒歩5分ほどであり、軽井沢町で定めた建築物の高さ制限のため周囲に高い建物がなく360°の眺望が楽しめることから観光名所となったが、老朽化により2011年に撤去された。これに代わる新たな橋の建設が検討されたが、2011年4月の町議会で断念することが決定した。